# 泥磚

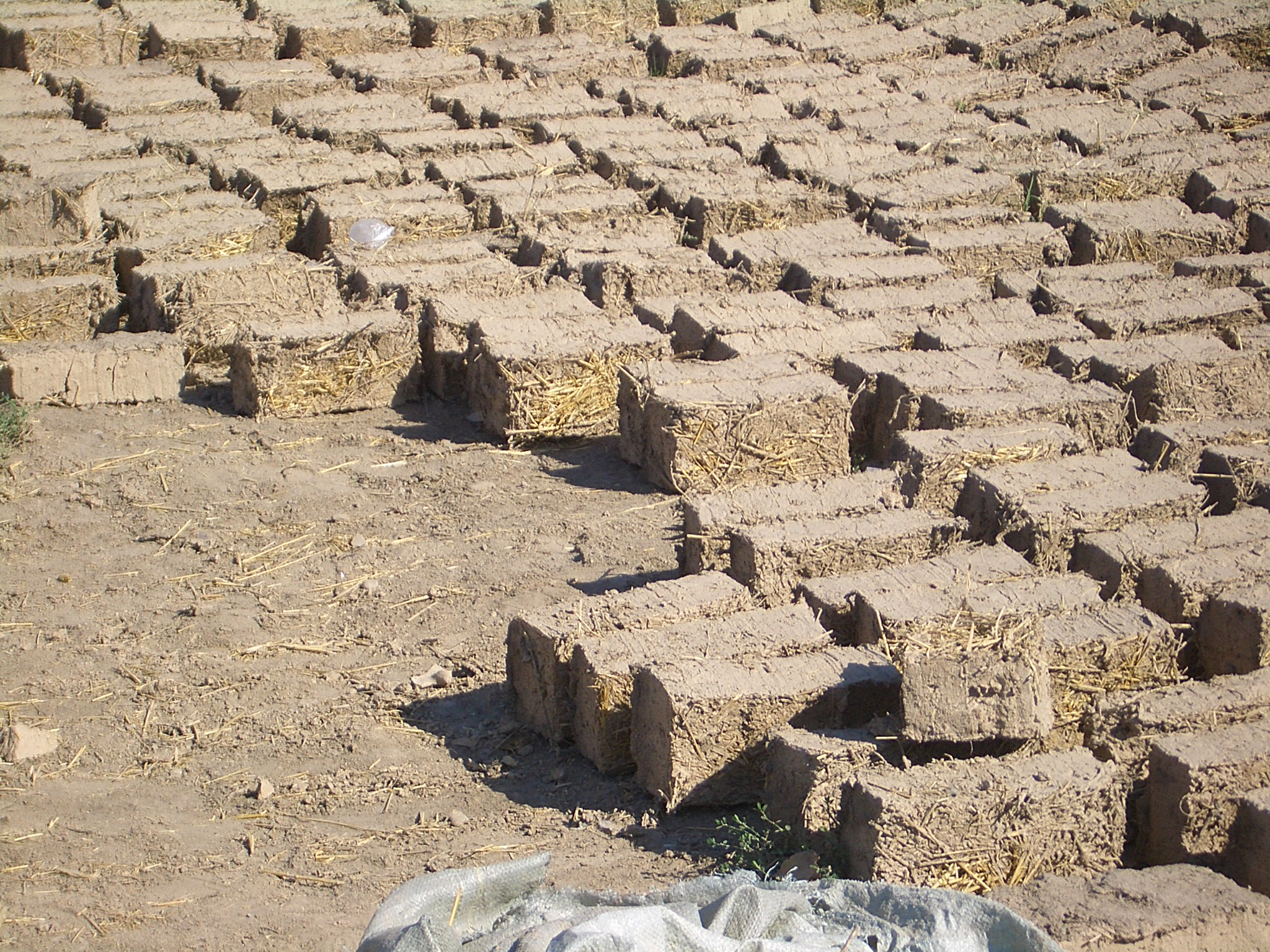

泥磚是用泥土加入稻殼和稻桿做成的磚塊，一般只有日曬，未經過窯燒。由於承載力較低，用於建築則只能蓋一兩層的房屋，如老房子土墼厝。